# Chi Mai vàng
Mai vàng (danh pháp khoa học: Ochna) là tên của một chi thực vật có hoa nằm trong họ Mai vàng (Ochnaceae) (cần phân biệt với loại hoa mơ - Prunus mume ở Trung Quốc, Nhật Bản, Triều Tiên và miền Trung và nam bộ Việt Nam hay được nhắc đến trong văn chương truyền thống vùng Đông Á, tiếng địa phương còn được gọi là Mai mơ, hay Mơ ta, hoa mơ có màu trắng hoặc đỏ, có quả chua dùng làm ô mai, xi rô hay rượu mơ). Trên thế giới có ít nhất là 50 loài mai phân bố rải rác ở các nước nhiệt đới và cận nhiệt đới, song chủ yếu tập trung nhiều nhất ở Đông Nam Á và châu Phi.

## Các loài
| - Ochna afzeli - Ochna afzelioides - Ochna andravinensis - Ochna angustata - Ochna apetala - Ochna arborea - Ochna arenaria - Ochna atropurpurea - Ochna barbosae - Ochna baronii - Ochna beirensis - Ochna bracteosa - Ochna braunii - Ochna calodendron - Ochna ciliata - Ochna cinnabarina - Ochna citrina - Ochna confusa - Ochna cyanophylla - Ochna elegans - Ochna emarginata - Ochna gambleoides - Ochna gamostigmata | - Ochna glauca - Ochna hackarsii - Ochna hiernii - Ochna holstii - Ochna holtzii - Ochna humblotiana - Ochna inermis - Ochna insculpta - Ochna integerrima: Mai vàng, hoàng mai, huỳnh mai. - Ochna katangensis - Ochna kibbiensis - Ochna latisepala - Ochna leptoclada - Ochna louvelii - Ochna macrantha - Ochna macrocalyx - Ochna madagascariensis - Ochna manikensis - Ochna membranacea - Ochna minutiflora - Ochna monantha - Ochna mossambicensis - Ochna multiflora | - Ochna natalitia - Ochna ovata - Ochna oxyphylla - Ochna pervilleana - Ochna polyarthra - Ochna polycarpa - Ochna polyneura - Ochna pretoriensis - Ochna pseudoprocera - Ochna puberula - Ochna pulchra - Ochna pygmaea - Ochna rhizomatosa - Ochna richardsiae - Ochna rovumensis - Ochna sambiranensis - Ochna schliebenii - Ochna schweinfurthiana - Ochna serrulata: mai tứ quý. - Ochna staudtii - Ochna stolzii - Ochna thomasiana - Ochna thouvenotii |

## Ở Việt Nam

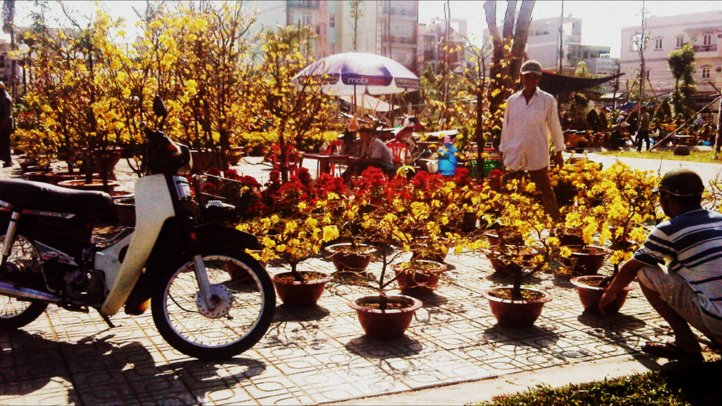
Mai kiểng được bày bán tại một chợ hoa Tết ở Sài Gòn

Ở Việt Nam, mai vàng là một loài cây cảnh rất phổ biến ở từ miền Trung trở vào. Nó được trồng rộng rãi trong vườn nhà, làm cây cảnh trồng chậu, bonsai. Nhưng sử dụng nhiều nhất vẫn là vào dịp Tết Nguyên Đán cổ truyền vì đây là một loài hoa chưng tết chủ đạo. Cây mai ngày tết được xem như là vật mang lại may mắn, tài lộc cho năm mới.
Việc miền Bắc chơi đào, trong miền Nam chơi mai trong dịp Tết được giải thích là sau khi mở rộng bờ cõi về phương Nam vốn có khí hậu nóng hơn không thích hợp với việc trồng đào, mỗi khi Tết đến, những người đi mở đất nhớ đến cành đào ngoài Bắc nhưng không thể có được đã chọn mai (một cây hoa rất phổ biến ở trong Nam, đẹp, nhiều hoa lại nở đúng mùa Tết) để thay thế.
Tại Việt Nam loài mai vàng phổ biến nhất là mai vàng năm cánh (Ochna integerrima). Loài này phân bố nhiều nhất tại những khu rừng thuộc dãy Trường Sơn và các tỉnh từ Quảng Nam, Đà Nẵng cho tới Khánh Hòa. Các vùng núi ở đồng bằng sông Cửu Long cũng có nhiều loài hoa này, ở cao nguyên cũng có, song số lượng ít hơn.
Mai tứ quý (Ochna serrulata) là một loại hoa mai vàng nhưng sau khi rụng cánh hoa còn lại đài hoa đỏ và hạt xanh (khi chín hạt sẽ chuyển thành màu đen), chính vì vậy loài mai này còn có tên là "Nhị độ mai" tức "mai nở hai lần".

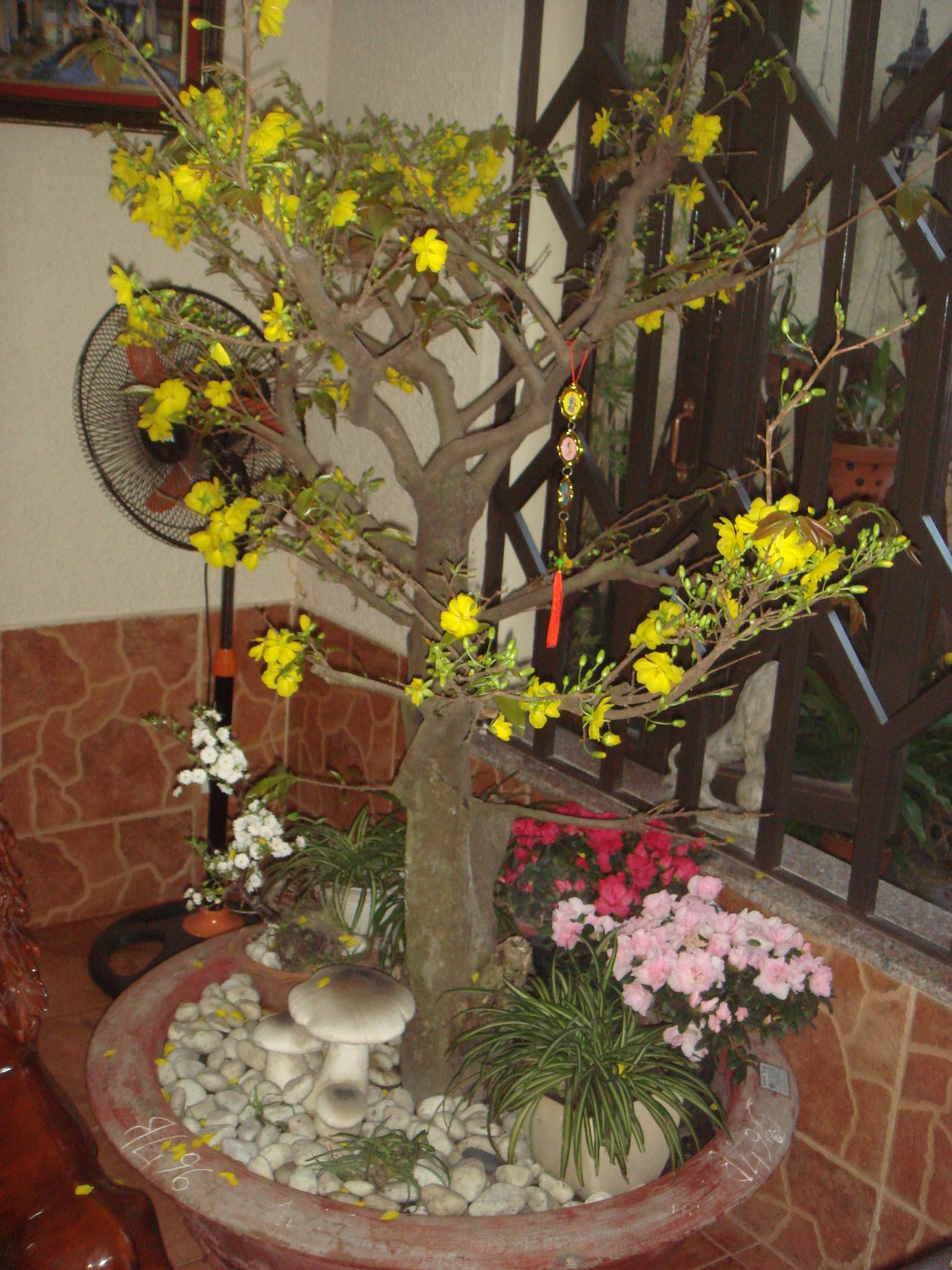
Mai vàng ngày Tết

Mai vàng nhiều cánh là loại mai vàng có nhiều cánh do lai tạo hoặc chọn lọc tự nhiên, chọn giống cải tạo dần. Mai nhiều cánh ở Việt Nam gồm có: Mai giảo Thủ Đức (12 cánh thẳng, 2 tầng cánh); mai 12 cánh Bến Tre (loại hoa chùm, cánh hoa lớn hơn mai giảo Thủ Đức); mai 18 cánh Bến Tranh (3 tầng cánh, cánh hoa hơi nhỏ); mai 12-14 cánh Tư Giỏi (3 tầng cánh); mai Cửu Long 24 cánh (3 tầng cánh); mai cúc Thủ Đức (24 cánh, 3 tầng cánh); mai BB hay mai Ba Bi (24-32 cánh, 3 tầng cánh), rất giống mai cúc Thủ Đức nhưng nhiều cánh và hoa to hơn; mai 24 cánh chín Đợi (hoa vàng rất to, nở thẳng); mai 48 cánh Gò Đen (5-6 tầng cánh); mai 120-150 cánh Bến Tre (rất nhiều tầng cánh, giống như cúc Mâm xôi, nở tròn, to đẹp).
Hoa mai trắng thường có 5 cánh nhưng khác với hoa mai vàng ở chỗ khi hoa mới nở có màu đỏ hồng, sau chuyển sang màu trắng, có mùi thơm nhẹ. Loài hoa này có nhiều ở miền Trung Việt Nam.
Nhìn chung, ở Việt Nam người ta chỉ xác định được tên khoa học của hai loài mai là O. integerrima (mai vàng năm cánh hay mai núi) và O. serrulata (mai tứ quý). Tất cả những loài mai khác, kể cả mai giảo và mai ghép nhiều cánh, đều chưa có tên khoa học.

## Trên thế giới

### Mai vàngCampuchia
Loài mai này có tên khoa học là Ochna integerrima (Lour.) Merr.. Hoa thường có 5 đến 9 cánh, khi nở tối đa những cánh hoa úp ngược về phía cuống. Màu hoa hơi vàng tái. Loài này còn được tìm thấy ở Việt Nam. Chúng là loài cây hoang dã mọc trong rừng ở miền Nam và miền Trung, phân bố từ nơi khô cằn cát nóng cho tới chỗ ven sông râm mát. Mai vàng Campuchia thuộc dạng thân gỗ, nhánh gầy mảnh và dài, lá đơn màu xanh nhạt bóng. Mọc thưa trên cành, mép lá có răng cưa nhỏ. Hoa mọc thành chùm ở nách lá. Cuống hoa ngắn, đài hoa xanh bóng không che kín nụ. Nhìn chung, loài này ở Campuchia hay Việt Nam đều đã được nâng cấp số lượng cánh lên rất nhiều. Ngày nay, người ta có thể nhìn thấy loài này có hoa 40 cánh trở lên. Và không chỉ có màu vàng, mà còn có thêm màu trắng hoặc màu đỏ.

### Mai vàngNam Phi
Nam Phi có khoảng 12 loài mai vàng thuộc chi Ochna, bao gồm dạng cây lẻ và cây bụi, trong đó có hai loài phổ biến là: Ochna pretoriensis (magalies plane) và Ochna pulchra (peeling plane). Hai loài này xuất hiện rộng khắp vùng đồi thuộc Koppie. 
Loài O. pulchra cao khoảng 7m, vỏ cây thường bị tróc ra, lá dễ rụng. Chúng mọc hoang dã trong rừng, vỏ cây màu xám nhạt, xù xì ở phần gốc. Phần trên của thân cây vỏ bị tróc lộ ra màu trắng kem nhạt. Gỗ cây ít được sử dụng vì giòn và dễ gãy. Loài này có hai loại màu hoa: màu vàng và màu hồng.
Ở Nam Phi còn có những loài mai vàng khác, có tên khoa học là Ochna serrulata, Ochna multiflora, Ochna tropurpurea. Người nước ngoài gọi chúng là Mickey Mouse Plant, Bird's Eye Bush, Small-leaved plant và Carnival bush. Chúng khá giống với mai tứ quý Việt Nam.

### Mai vàng Miến Điện (Myanma)
Ở đất nước này, có loài mai vàng Ochna serrulata, giống như ở Nam Phi, tuy nhiên, hình thức hoa có khác đôi chút ở chỗ cánh bẹt hoặc có bầu noãn đỏ tồn tại khá lâu trước khi hoa rụng.

### Mai vàngIndonesia
Những loài này có tên khoa học là Ochna kirkii Oliv,; Ochna serrulata (Hochst.) Walp. Chúng đều có nguồn gốc ở Nam Phi, tuy nhiên "ngoại hình" lớn hơn. Có loài nở hoa vào mùa xuân và mùa hè hoặc nở quanh năm.

### Mai vàngMadagascar

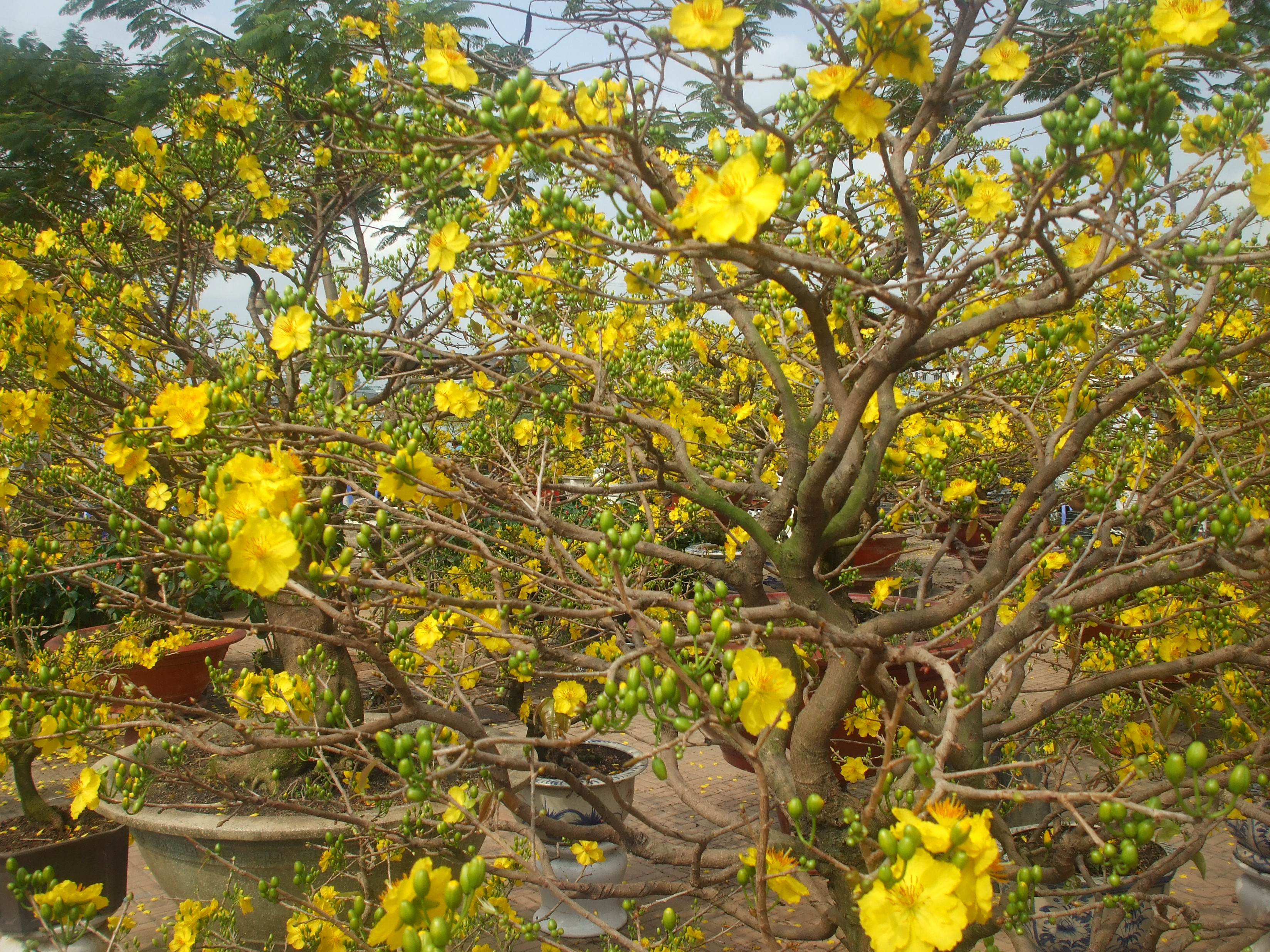
Mai vàng khoe sắc

Ở Madagascar có loài mai vàng Ochna greveanum với 5 cánh tròn, dúm giống như mai cánh dúm ở Việt Nam, lá dài và rủ xuống từng chùm.

### Mai vàngchâu Phi
Có một loài mai phân bố rải rác khắp những nước nhiệt đới ở châu Phi. Chúng có 5 cánh hoa màu vàng như ở Việt Nam, song lại khác tên khoa học, đó là loài Ochna thomasiana, thuộc dạng cây bụi. Lá hình oval, đầu lá bén, dài khoảng 10 cm. Hoa nở rộ trên cành vào mùa xuân, song đôi khi cũng bất chợt nở vào mùa hè với số lượng hoa ít hơn. Cánh hoa dài khoảng 2 cm. Đài hoa bung rộng và trở thành màu đỏ tía, bên trong có trái non màu xanh, khi già màu đen. Chúng có tên tiếng Anh là Mickey Mouse bush và bird's eye bush.